# Elizabeth Butler, Duchess of Ormonde

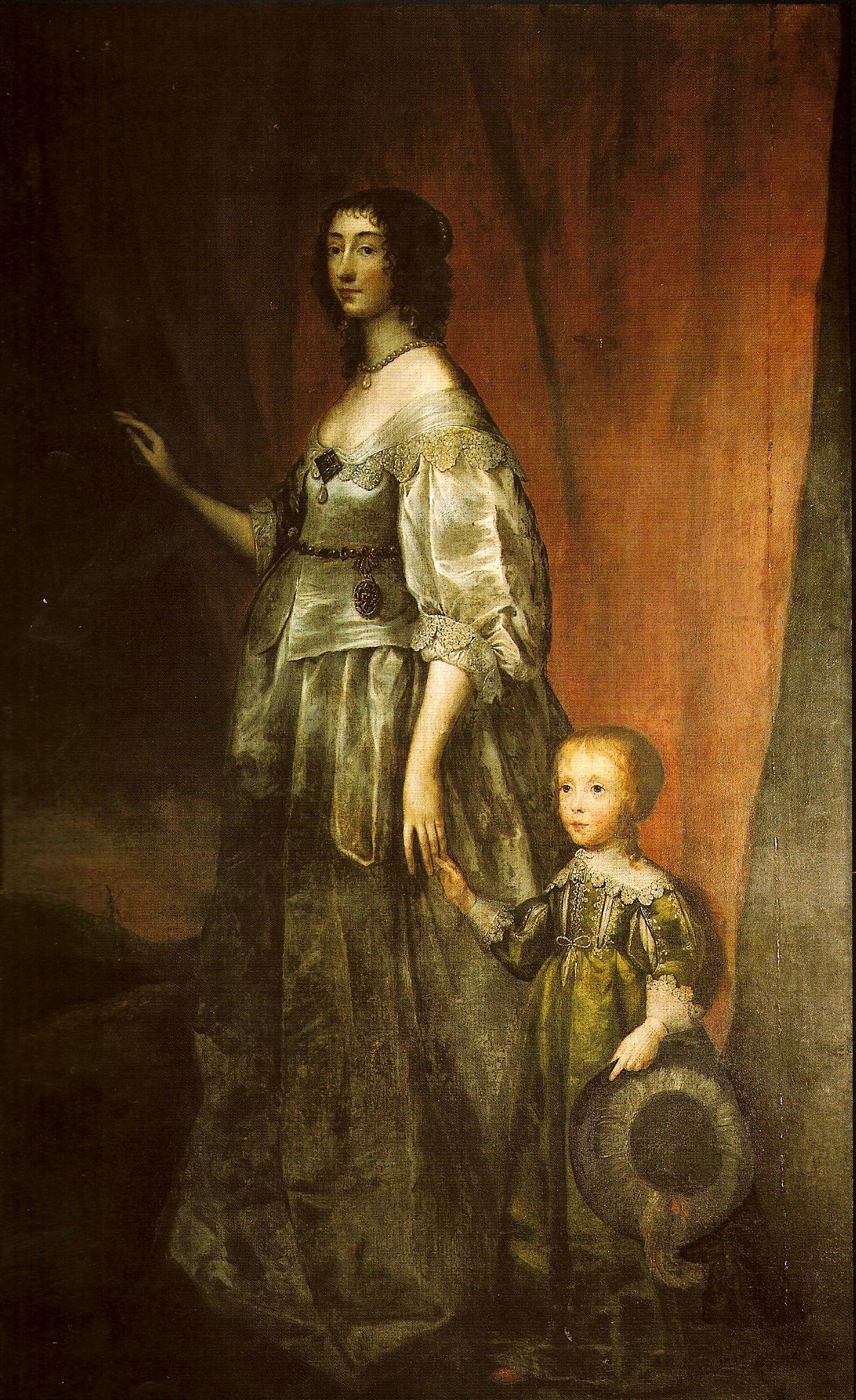
Elizabeth Butler, Duchess of Ormonde mit ihrem Sohn Thomas

Elizabeth Butler, Duchess of Ormonde, 2. Lady Dingwall (geborene Preston, * 25. Juli 1615; † 21. Juli 1684) war eine anglo-irische Adlige.

## Leben
Sie war das einzige Kind des anglo-irischen Höflings Richard Preston, 1. Earl of Desmond († 1628), aus dessen Ehe mit Lady Elizabeth Butler († 1628), Erbtochter des Thomas Butler, 10. Earl of Ormonde (1532–1614).
Sie war dreizehn Jahre alt, als im Oktober 1628 ihre Eltern kurz hintereinander starben und sie deren Vermögen und Ländereien erbte. Die irischen Adelstitel ihres Vaters als Earl of Desmond und Baron Dunmore waren nur in männlicher Linie erblich und erloschen, dessen nachgeordneter schottischer Adelstitel als Lord Dingwall war aber auch in weiblicher Linie erblich, sodass sie ihm als 2. Lady Dingwall nachfolgte.
Es bestanden Streitigkeiten über die erebten Ländereien ihrer Mutter, die von deren Onkel Walter Butler, 11. Earl of Ormonde (1569–1634) als nächsten männlichen Verwandten beansprucht wurden. Diese Streitigkeiten wurden beigelegt, als Elizabeth im Dezember 1629 dessen Enkel und Erben, ihren Cousin dritten Grades Hon. James Butler (1610–1688), heiratete. Dieser erbte 1633 die Titel 12. Earl of Ormonde und 5. Earl of Ossory, woraufhin sie den Höflichkeitstitel Countess Ormonde führte. Nachdem ihr Gatte 1642 zum 1. Marquess of Ormonde und 1661 zum 1. Duke of Ormonde erhoben wurde, führte sie die Höflichkeitstitel Marchioness of Ormonde bzw. Duchess of Ormonde.
Aus ihrer Ehe hatte sie sieben Kinder:
- Hon. Thomas Butler (1632–1632);
- Thomas Butler, 6. Earl of Ossory (1634–1680);
- Lord James Butler (1636–1645);
- Richard Butler, 1. Earl of Arran (1639–1686);
- Lady Elisabeth Butler (1640–1665) ⚭ 1660 Philip Stanhope, 2. Earl of Chesterfield;
- John Butler, 1. Earl of Gowran (1643–1677);
- Lady Mary Butler (1646–1710) ⚭ 1662 William Cavendish, 1. Duke of Devonshire.

Als sie 1684 starb, fiel ihr Adelstitel an ihren Enkel James Butler, 7. Earl of Ossory, den Sohn ihres 1680 verstorbenen zweiten Sohnes Thomas. Dieser beerbte 1688 auch ihren Gatten als 2. Duke of Ormonde.